# Gabriele Wenzel
Gabriele Wenzel (* 1958) ist eine deutsche Ägyptologin, Ethnologin und Schriftstellerin.

## Leben
Gabriele Wenzel studierte neben Ägyptologie und Ethnologie auch Vor- und Frühgeschichte und war anschließend mehrere Jahre Mitarbeiterin des Ägyptischen Museums München. Dort konzipierte und betreute sie unter anderem Sonderausstellungen. In der „ägyptischen Abteilung“ des Internationalen Keramikmuseums in Weiden arbeitete sie 1990 an der Konzeption, Einrichtung und Betreuung mit und hielt außerdem noch Vorträge in allen Bereichen der „Ägyptischen Kultur“. Nebenbei machte sie noch in der Museumspädagogik im Münchner Stammhaus Führungen für Kinder und Erwachsene in sämtlichen Themen, überwiegend jedoch im Bereich Ägyptische Hieroglyphen. Von 1997 bis 2000 war sie als verantwortliche Ägyptologin bei Ausgrabungen im Nildelta, die dort von der Universität Potsdam im Rahmen eines Grabungs- und Dokumentationsprojekts in Bubastis durchgeführt wurden, tätig. Seit 1997 ist sie freie Mitarbeiterin beim Bayerischen Rundfunk.

## Publikationen (Auswahl)
- Jenseitsvorstellungen und Götterglaube im Alten Ägypten . Museumspädagogisches Zentrum, München 1995, ISBN 3-929-86254-9
- Hieroglyphen. Schreiben und Lesen wie die Pharaonen. Nymphenburger, München 2001, ISBN 3-485-00891-5.
- Tor zum Jenseits: Grab und Totenkult im alten Ägypten. Staatliche Sammlung Ägyptischer Kunst, München 2004.